# دون براين
دون براين هو راكب الكنو كندي، ولد في 1 سبتمبر 1959 في هاليفاكس في كندا.

## وصلات خارجية
- دون براين على موقع أوليمبيديا (الإنجليزية)
- دون براين على موقع اللجنة الأولمبية الكندية (الإنجليزية)